# Acetoacetato decarbossilasi
L'acetoacetato decarbossilasi è un enzima coinvolto nella produzione dei corpi chetonici. Catalizza la seguente reazione:
CH3COCH2COO− + H+ → CH3COCH3 + CO2
ione acetoacetato + H+ → acetone + anidride carbonica